# Mesquita d'al-Hàkim
La mesquita d'al-Hàkim (àrab: جامع الحاكم بأمر الله, jāmiʿ al-Ḥākim bi-amr Allāh) és un dels monuments de l'arquitectura fatimita més interessants de la ciutat del Caire. Forma part del conjunt arquitectònic conegut com a Caire Històric, declarat Patrimoni de la Humanitat per la UNESCO. La mesquita porta el número 15 del catàleg de monuments islàmics gestionat pel Supreme Council of the Antiquities. És al nord de l'antiga ciutat, a tocar de la muralla que la tancava en aquell sector, entre la porta de Bab al-Futuh i la de Bab an-Nasr.

## Història
Aquest edifici es va aixecar durant el Califat Fatimita, a partir de 990, en època del califa al-Aziz (975-996) i la va acabar el 1013 el seu fill al-Hàkim bi-amr-Al·lah (996-1021). Inicialment era adossada a l'exterior del primitiu recinte emmurallat, aixecat amb tova per Jàwhar as-Siqil·lí en el lloc triat per ell per fundar una nova ciutat, al nord de la d'època tulúnida. Més endavant va quedar inclosa dintre de l'ampliació de la muralla, que encara es troba adossada al mur septentrional de la mesquita.
L'edifici va patir algunes modificacions. Poc després de la construcció, el 1010, al-Hàkim va cobrir parcialment la part inferior dels minarets amb uns aparatosos cossos piramidals; hom en desconeix la raó, és conegut que al-Hàkim era un personatge excèntric, i possiblement només voldria amagar una construcció de l'època del seu pare.
Bàybars II (1308-1309) la va restaurar després d'un terratrèmol i hi va afegir les mabkares als minarets. El 1359 el soldà An-Nàssir Hàssan (1347-1351 i 1354-1361) la va tornar a restaurar. Després el lloc fou desafectat i destinat a altres usos, com ara presó, estable i caserna de Napoleó, fins que va caure en ruïna. Es va restaurar a partir del 1980 i fou en aquesta ocasió que es va traslladar de lloc el mausoleu de Qurqumàs, que fins llavors era a costat de la porta principal de la mesquita.

## Les construccions
L'accés principal a la mesquita és enfront de l'alquibla i es fa per una porta monumental, decorada. La mesquita està centrada, com altres de l'època, per un ampli pati central envoltat per galeries pels quatre costats. El cantó de l'alquibla està ocupat per una sala coberta formada per cinc naus separades per arcs suportats per pilars rectangulars de maçoneria amb pilars adossats, té una sisena nau perpendicular a l'alquibla a l'altura del mihrab. Els porxos laterals tenen tres naus i el del fons només dos.
D'una forma anàloga a la mesquita d'Ibn Tulun, anterior a aquesta, era envoltada d'un pati, anomenat ziyada, que la separava físicament de la ciutat.
L'actual mihrab es va construir el 1809. Al damunt hi ha una cúpula, i dues més als vèrtexs de l'edifici, al costat de l'alquibla.

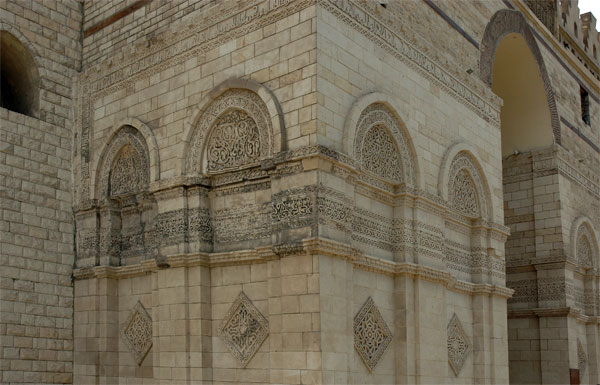
Portada de la mesquita
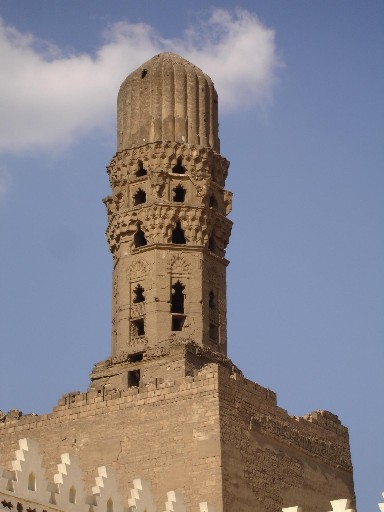
Antic minaret de la mesquita
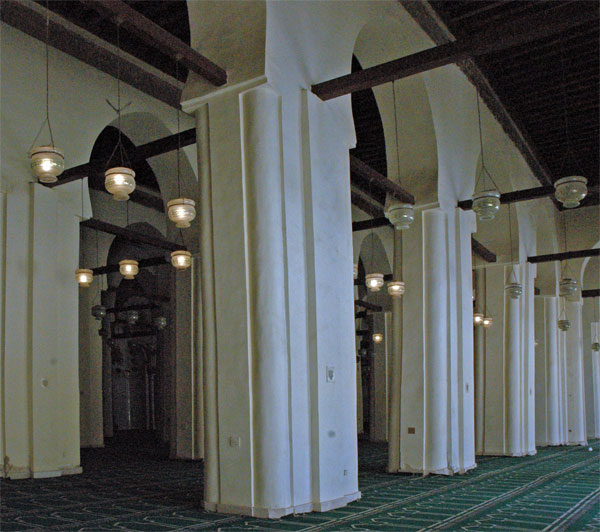
La sala d'oracions
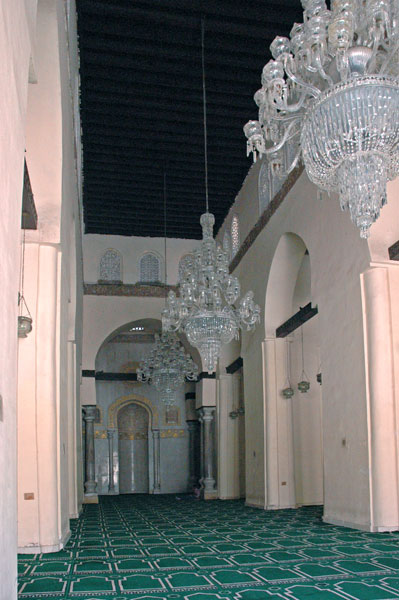
El mihrab principal
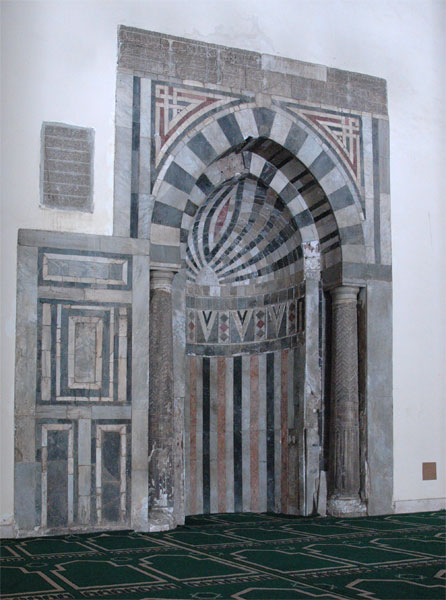
Antic mihrab